# Stade de la Meinau
Das Stade de la Meinau (deutsch Meinau-Stadion) ist ein Fußballstadion in der französischen Stadt Straßburg und hat ein Fassungsvermögen von 26.100 Zuschauern. Die Anlage trägt den Namen des Stadtviertels Meinau, das im Südwesten der Stadt liegt.

## Geschichte
Ab 1906 wurde der von Bäumen umgebene Platz im Jardin Haemmerlé (deutsch Hämmerle-Garten), einem Park der Stadt, für Fußballspiele genutzt. Der FC Neudorf, der Vorgängerverein von Racing Straßburg, pachtete 1914 für 300 Reichsmark das Gelände und erstellte darauf eine Holztribüne. Zunächst wurde das Gelände auch vom FC Frankonia genutzt, der nach mehreren Gerichtsverhandlungen vom Gelände verdrängt werden konnte.
1921 wurde das Stadion zum ersten Mal renoviert und ausgebaut. 1938 erlebte es seinen ersten Höhepunkt als Spielort der 3. Fußball-Weltmeisterschaft. Nach dem Krieg erneut renoviert, diente es dem Verein als Austragungsort seiner Heimspiele in der Ligue 1, welcher der Klub mehrere Spielzeiten angehörte. 1979 begann eine weitere Umbauphase im Hinblick auf die Europameisterschaft 1984. Der bisherige Rekord waren 44.566 Zuschauer im Vorrundenspiel zwischen Deutschland und Portugal am 14. Juni 1984.
Einen weiteren Zuschauerrekord gab es am 3. September 2011: Beim ersten Heimspiel von Racing Straßburg in der Liga CFA 2 gegen Illzach Modenheim kamen 9.813 Zuschauer. Niemals zuvor hatten so viele Personen ein fünftklassiges Spiel besucht.
Im Mai 2019 gab der Club auf einer Pressekonferenz bekannt, dass das Stade de la Meinau umfangreich renoviert werden soll. Die Bauarbeiten sollen im Sommer 2021 beginnen und bis Anfang 2024 andauern. Das Bauprojekt steht unter der Leitung der Eurométropole de Strasbourg. Es wird mit Kosten von 100 Mio. Euro gerechnet. Diese werden durch die Eurométropole (50 Mio. Euro), die Region Grand Est (25 Mio.), die Stadt Straßburg und das Département Bas-Rhin (je 12,5 Mio. Euro) geteilt. Die Platzanzahl steigert sich auf 32.000 Plätze. Nach dem Umbau werden 3660 V.I.P.-Plätze verfügbar sein. Des Weiteren sind vier Fan-Bars und ein Bereich nur für Frauen geplant. Im Februar 2020 kamen fünf Entwürfe und Ideen, von 45 Bewerbern des von der Eurométropole de Strasbourg im Oktober 2019 gestarteten Wettbewerbs, in die engere Auswahl für das Projekt. Die Finalisten SCAU architecture, die KSS Group, HPP Architekten, Populous und 2Portzamparc haben bis Mai des Jahres Zeit ihre Vorschläge einzureichen. Der Gewinner soll mit dem Entwurf im Juli 2020 bekanntgegeben werden.

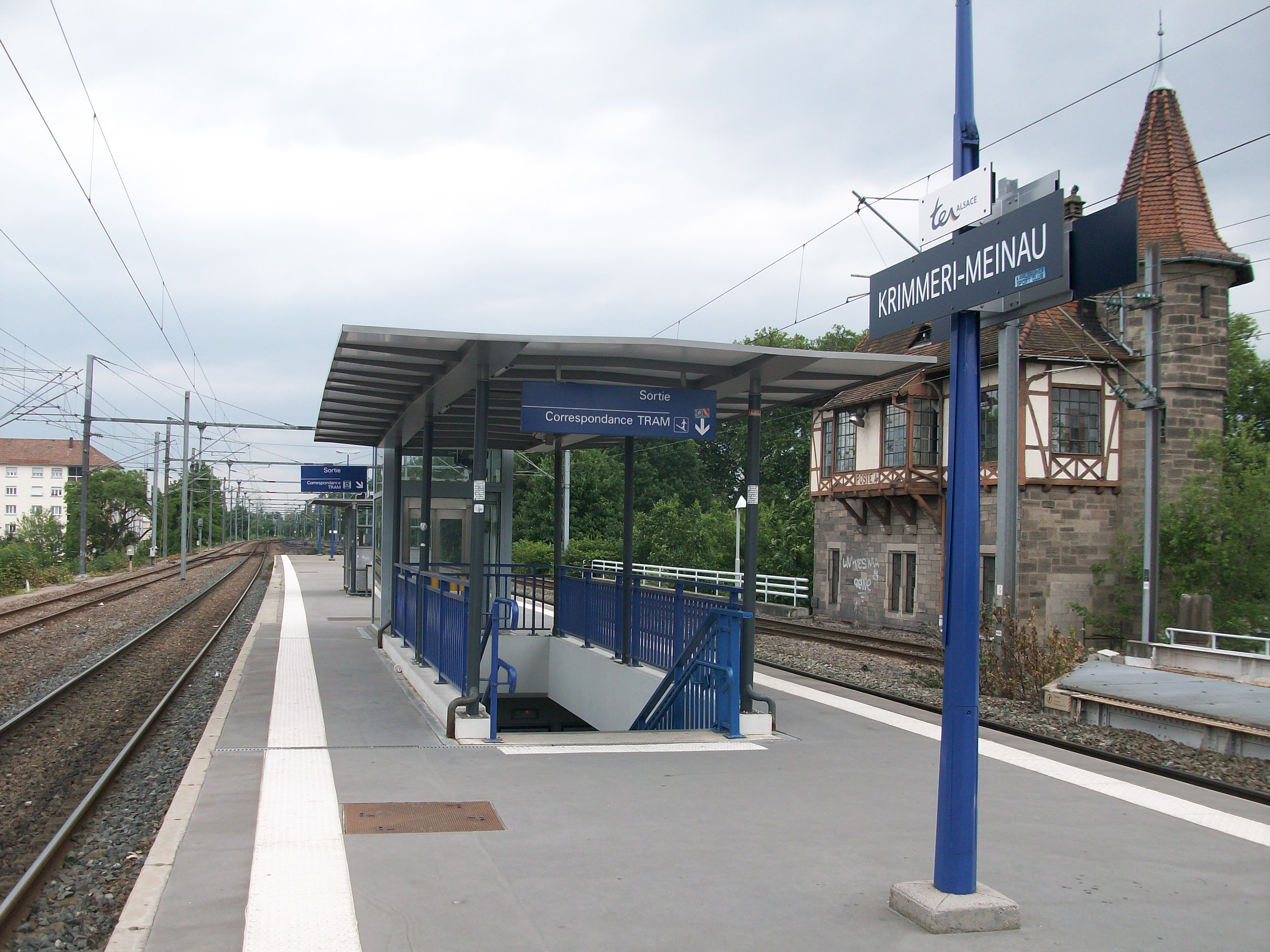
Gleis 1 und 2 des Bahnhofs Krimmeri-Meinau

## ÖPNV
Das Stadion ist erreichbar einerseits mit dem Zug der Verbindung Offenburg – Straßburg, Bahnhof Krimmeri-Meinau, oder per Straßenbahn Straßburg, Linie A oder E, Haltestelle Krimmeri Stade de la Meinau. Bahnhof und Haltestelle sind nur wenige Meter vom Stadion entfernt.

## Galerie

Plan des Stadions
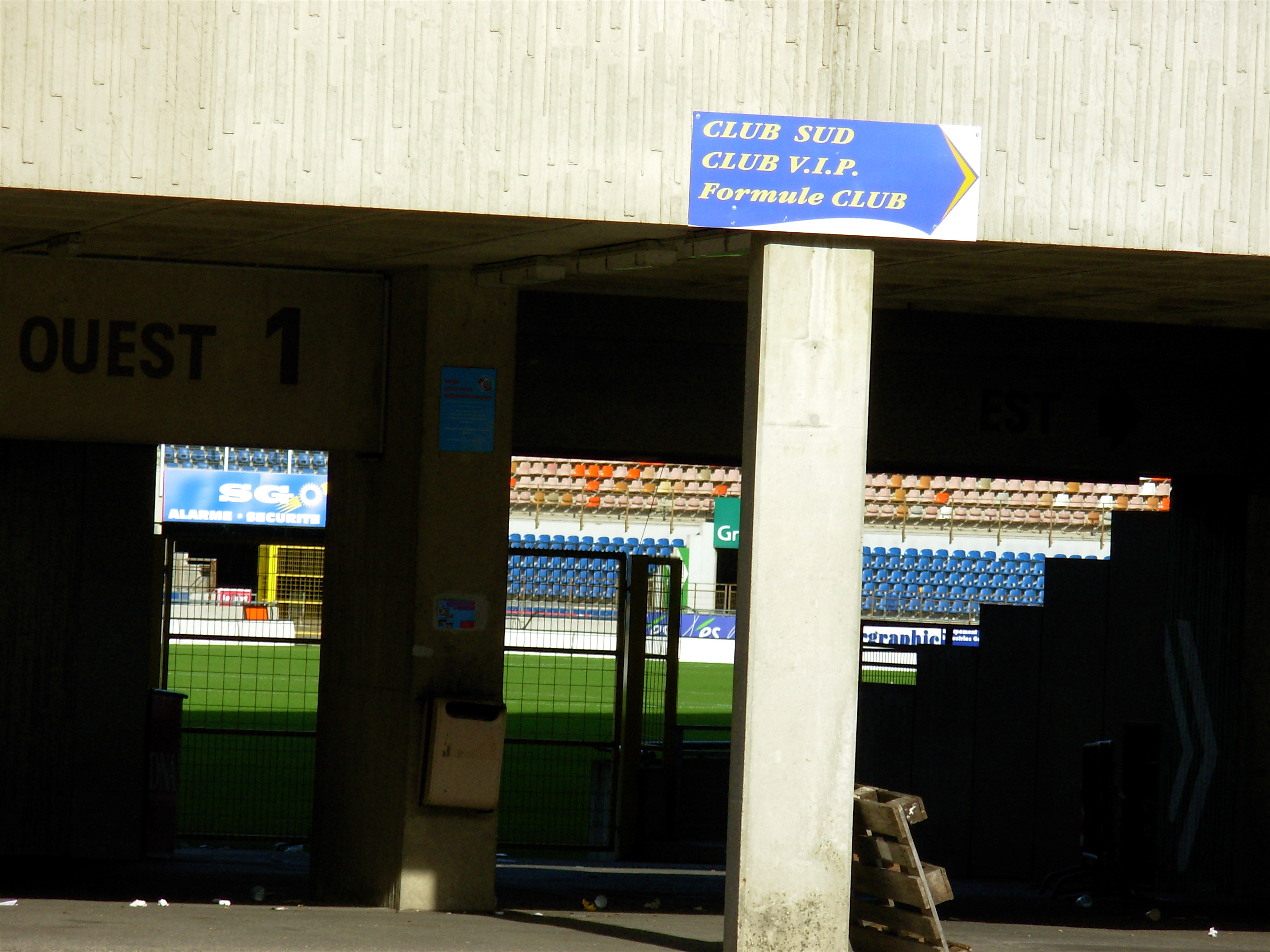
Innenansicht
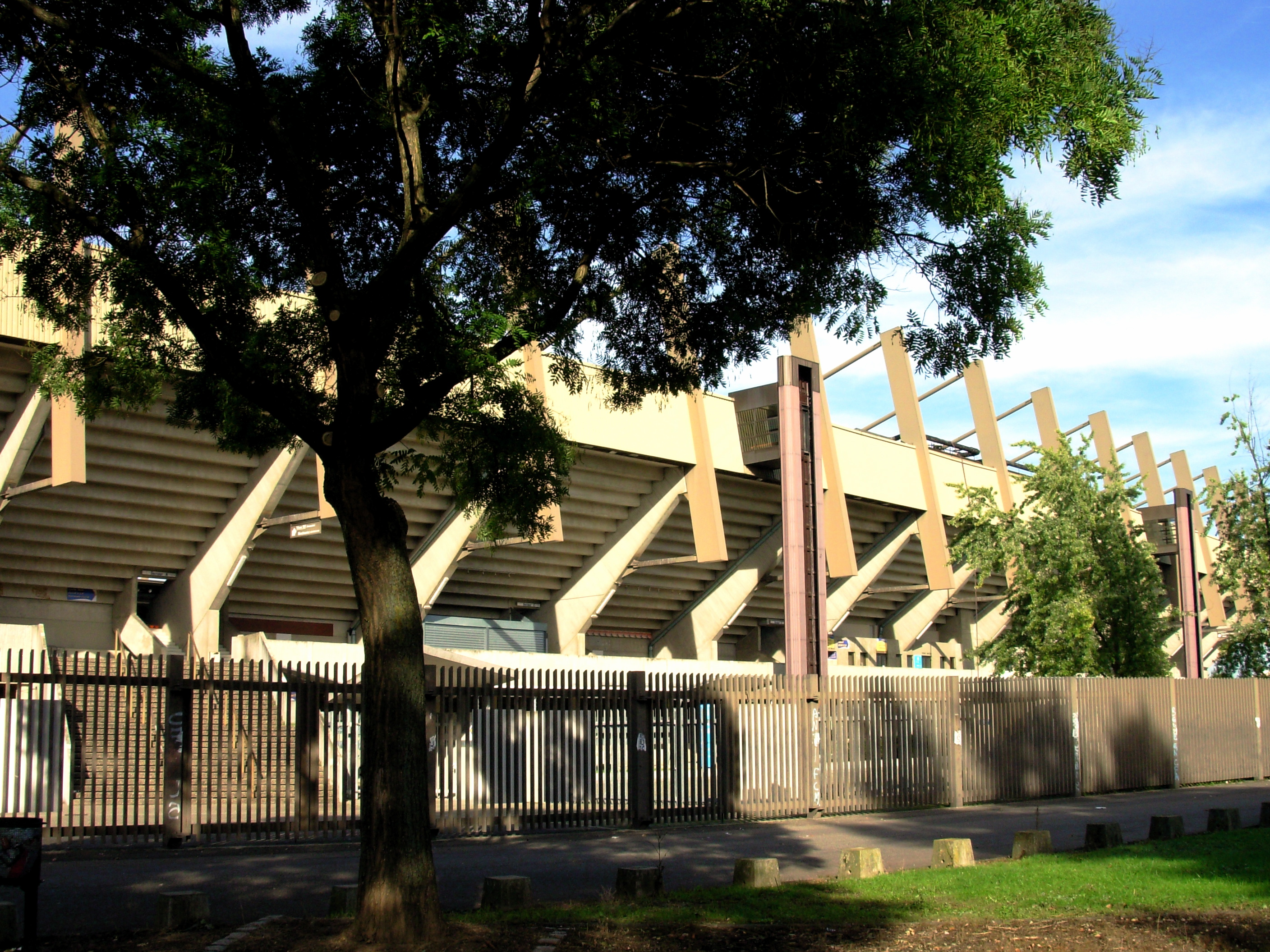
Fassade
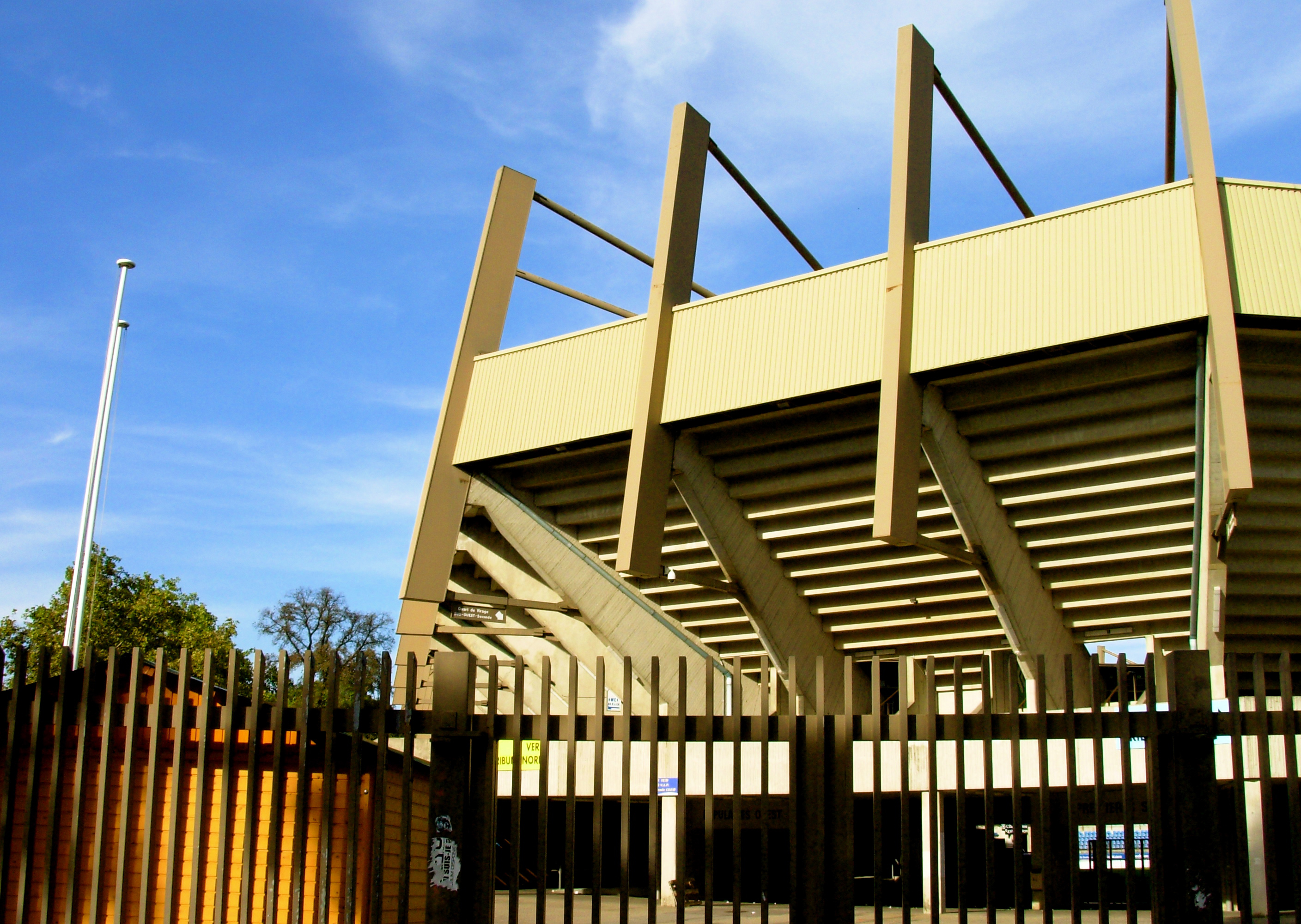
Weiteres Foto der Fassade
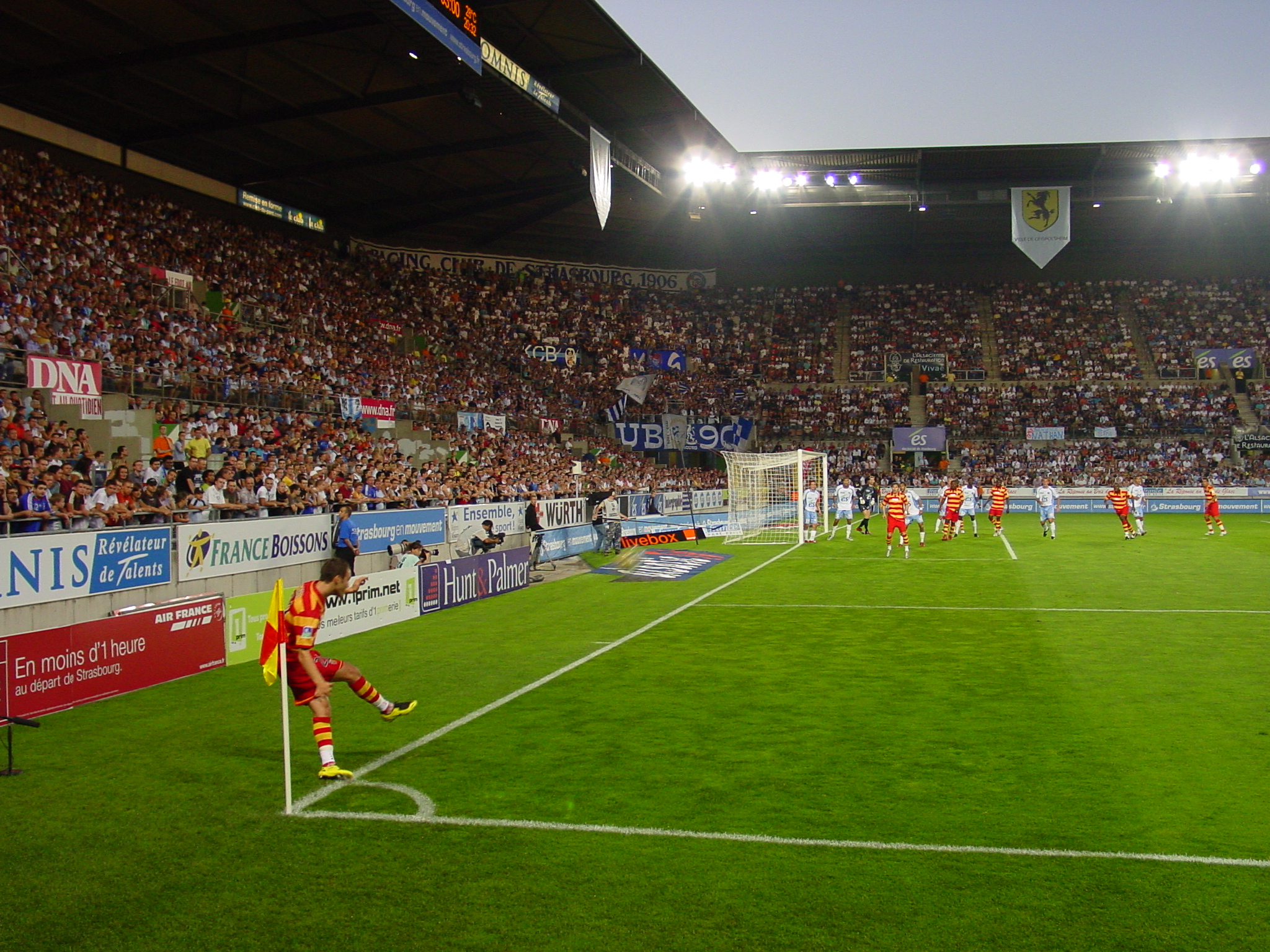
Innenansicht beim Spiel gegen RC Lens 2007
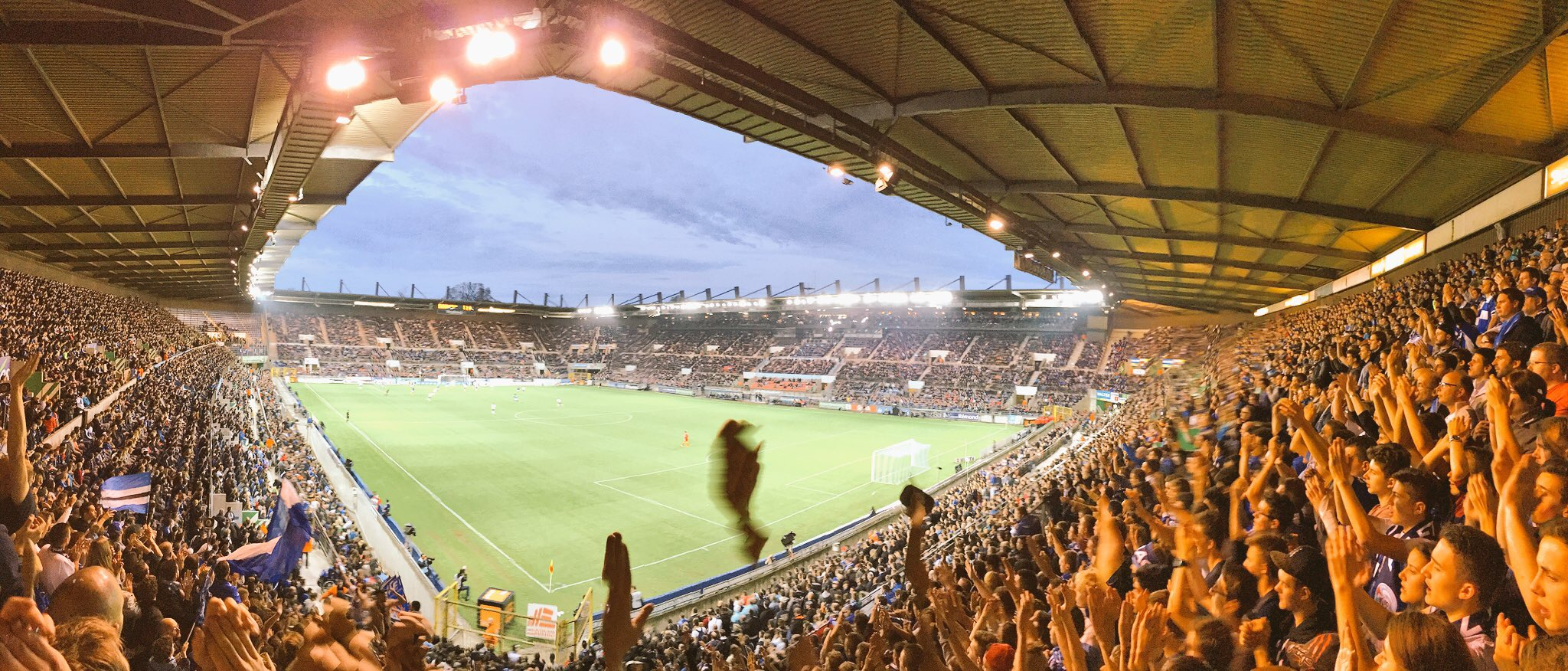
Innenraumpanorama